# Mario (franchise)
 (mars 2017).
Si vous disposez d'ouvrages ou d'articles de référence ou si vous connaissez des sites web de qualité traitant du thème abordé ici, merci de compléter l'article en donnant les références utiles à sa vérifiabilité et en les liant à la section « Notes et références ».
Mario est une franchise médiatique constituée de jeux vidéo publiés et produits par Nintendo mettant en vedette le personnage de fiction Mario. D'autres formes de médias de la franchise comprennent plusieurs séries télévisées et un long métrage. Elle a été créée à l'origine par le concepteur de jeu Shigeru Miyamoto avec le jeu d'arcade Donkey Kong, sorti le 9 juillet 1981. Les jeux ont été développés par différents développeurs de Nintendo, y compris Hudson Soft et AlphaDream. La plupart des jeux Mario ont été soit sortis sur arcade, console Nintendo ou ordinateurs portables datant de la NES à la génération actuelle de consoles de jeux vidéo.
La principale série de la franchise est la série de plates-formes Super Mario, qui suit la plupart des aventures de Mario dans le monde fictif du Royaume Champignon. Ces jeux reposent généralement sur la capacité de saut de Mario pour lui permettre de progresser à travers les niveaux. Les analystes suggèrent que d'ici 2012, la franchise Mario a été vendue à plus de dix milliards de dollars. La franchise a donné naissance à plus de 200 jeux de différents genres. La totalité de la franchise, y compris les séries tels que Super Mario, Mario Kart, Mario Party, Mario Tennis et Mario Golf, ont été vendues à plus de 701 millions d'exemplaires, ce qui en fait la franchise de jeu vidéo la plus vendue de tous les temps.

## Éléments récurrents

### Synopsis et thèmes
Le synopsis de la franchise Mario est varié, mais habituellement il met en scène Mario, le protagoniste, et Luigi, son frère, et leurs amis qui doivent sauver la Princesse Peach de Bowser et son armée d'ennemis.

### Personnages
Mario est le personnage principal. La série contient une quantité étendue de personnages. Les autres protagonistes sont Luigi, Peach, Yoshi et Toad. Bowser est le méchant principal.